# Cervonîi Step, Hmilnîk
Cervonîi Step (în ucraineană Червоний Степ) este un sat în comuna Vîșenka din raionul Hmilnîk, regiunea Vinnița, Ucraina.

## Demografie
Componența lingvistică a localității Cervonîi Step
     Ucraineană (100%)
Conform recensământului din 2001, toată populația localității Cervonîi Step era vorbitoare de ucraineană (100%).